# Kremlinologia

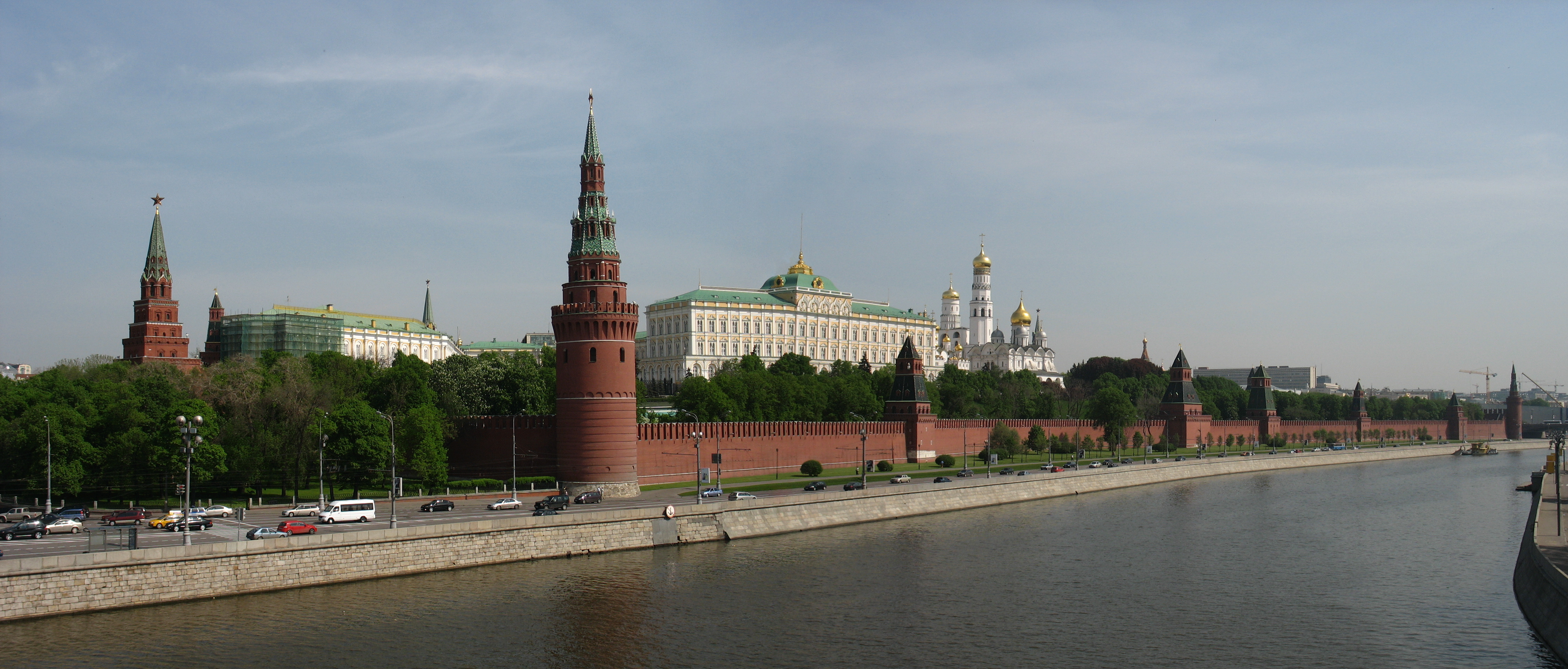
Foto moderna panoramica do Kremlin

Kremlinologia é o estudo e análise das políticas da Rússia, enquanto o termo Sovietologia significa o estudo da política da União Soviética e dos antigos estados comunistas em geral. Esses dois termos eram sinônimos até a dissolução da União Soviética. Na cultura popular, o termo é usado algumas vezes para significar qualquer tentativa de entender uma organização ou processo sigiloso, como planos para futuros produtos ou eventos, interpretando pistas indiretas.
O termo recebeu o nome do Kremlin, a sede do atual governo russo e do então soviético. Kremlinologia refere-se a especialistas acadêmicos, da mídia e de comentários que se especializam no estudo de Kremlinologia. O termo é muitas vezes usado extensivamente para descrever estudiosos ocidentais que pesquisaram questões, ou se especializaram em, lei russa/soviética, embora o termo correto seja simplesmente estudioso da lei Russa. Os soviétologistas ou os kremlinologistas também devem ser distinguidos dos transitologistas, acadêmicos que estudam transições legais, econômicas e sociais, do comunismo ao capitalismo.

## Técnicas
Durante a Guerra Fria, a falta de informações confiáveis sobre o país forçou os analistas ocidentais a "ler nas entrelinhas" e a usar os menores detalhes, como a remoção de retratos, o rearranjo de cadeiras, posições nas bancas examinadoras de desfiles na Praça Vermelha, a escolha entre letras maiúsculas ou minúsculas nas iniciais em frases como "Primeiro Secretário", o arranjo de artigos nas páginas do jornal do partido Pravda e outros sinais indiretos para tentar entender o que estava acontecendo na política interna soviética.
Para estudar as relações entre os estados fraternos comunistas, os Kremlinologistas comparam as declarações dos respectivos partidos nacionais comunistas, procurando omissões e discrepâncias na ordenação dos objetivos. A descrição das visitas de Estado na imprensa comunista também é examinada, assim como o grau de hospitalidade prestado aos dignitários. A Kremlinologia também enfatiza o ritual, na medida em que percebe e atribui significado à ausência incomum de uma declaração de política em um determinado aniversário ou feriado.
Na língua alemã, tais tentativas adquiriram o nome um tanto irrisório de "Kreml-Astrologie" (Astrologia do Kremlin), sugerindo que seus resultados eram muitas vezes vagos e inconclusivos, se não completamente errados.

## Após a Guerra Fria
O termo "Kremlinologia" ainda está em uso em aplicação ao estudo dos processos de tomada de decisão na política da Federação Russa. Na cultura popular, o termo é usado algumas vezes para significar qualquer tentativa de entender uma organização ou processo sigiloso, como planos para futuros produtos ou eventos, interpretando pistas indiretas.
Enquanto a União Soviética não existe mais, outros estados secretos ainda existem, como a Coréia do Norte, para os quais as abordagens semelhantes à Kremlinologia ainda são usadas pela mídia ocidental.

## Kremlinologistas e soviétologistas notáveis
- Martin Amis
- Anne Applebaum
- Anders Åslund
- John Barron, autor de The KGB Today
- Mark R. Beissinger
- Zbigniew Brzezinski
- Hélène Carrère d'Encausse
- Walter Clemens, Jr.
- Stephen F. Cohen
- Robert Conquest
- Marshall Goldman
- Donald E. Graves
- Jonathan Haslam
- William G. Hyland
- George F. Kennan
- Khurshid Kasuri
- Michael Kort
- Wolfgang Leonhard
- William Mandel
- Jack F. Matlock, Jr.
- Simon Sebag Montefiore
- Mark Palmer
- Richard Pipes
- Condoleezza Rice
- Myron Rush
- Mark Saroyan
- Stephen Sestanovich
- Dimitri K. Simes
- Marshall D. Shulman
- Timothy D. Snyder
- Llewellyn Thompson – Kremlinologista de Robert Kennedy
- Robert C. Tucker – biógrafo de Joseph Stalin e ex-chefe do programa de estudos Russos de Princeton
- Adam Ulam – irmão de Stanisław Ulam e chefe do Centro de Pesquisa Russo da Universidade de Harvard.
- Donald Zagoria